# Duets: NYC/Woodstock
Duets: NYC/Woodstock (Alternativtitel Woodstock to New York) ist ein Jazzalbum von Dom Minasi und Chris Kelsey. Die wohl 2014 entstandenen Aufnahmen erschienen 2015 auf dem Label Tzazz Krytyk.

## Hintergrund
Der Gitarrist Dom Minasi nahm seit seinem Comeback zu Beginn der 2000er-Jahre auch eine Reihe von Duo-Begegnungen auf, so 2010 mit Karl Berger (Synchronicity), um 2014 mit dem Holzbläser Blaise Siwula (The Sunshine Don’t Mind My Singing) und dem Gitarristen Hans Tammen (Alluvium). In dieser Zeit fand auch die Studiosession mit dem Sopransaxophonisten Chris Kelsey statt. Es war für Kelsey das erste Duo-Album, seit er bei Observations (CIMP, 1996) mit dem Posaunisten Steve Swell zusammengetroffen war.

## Titelliste
- Dom Minasi/Chris Kelsey: Duets: NYC/Woodstock (Tzazz Krytyk)[3]

1. Fondness & Trepidation 8:48
2. Blues Ultimatum 6:27
3. Memories of Being Very Angry 2:45
4. Rod Serling 8:24
5. Di Dow 5:16
6. That Ain’t the Blues 5:28
7. Say What 6:40
8. Tip Toe 6:29
9. Eruption 6:33

## Rezeption
Kelsey schaffe es, für Minasi sowohl Mitverschwörer als auch Gegenspieler zu sein, schrieb Dan Bilawsky, der das Album in All About Jazz rezensierte. Durch melodische Nuancen bringe er Klarheit und Fokus in das Bild, aber keine seiner Gesten sei vorhersehbar; einige dieser gesetzten Samen würden wachsen oder mutieren, andere werden weggeblasen und nie wieder entwickelt oder gehört. Hier gebe es zwar jede Menge wildes freies Spiel und schräges Blasen, aber in dieser Musik stecke auch ein Sinn für Melodien. Kelsey spiele brillant mit einem Motiv und versprühe dabei koboldhaften Charme („Blues Ultimatum“), spiele mit einem leicht Monk-haften Gedanken, bevor die Dinge schließlich schiefgehen („Memories of Being Very Angry“), und verdrehe und verzerre stabile Ideen („Say What?“). Minasi, genauso wild und verrückt wie immer, sei stets in der Lage, sich auf Call-and-Response-Dialoge einzulassen, brüchige Gegenerwiderungen zu liefern und in einer einzigen Darbietung völlig aus der Bahn zu geraten („Di Dow“).